# Chafariz de Entrecampos

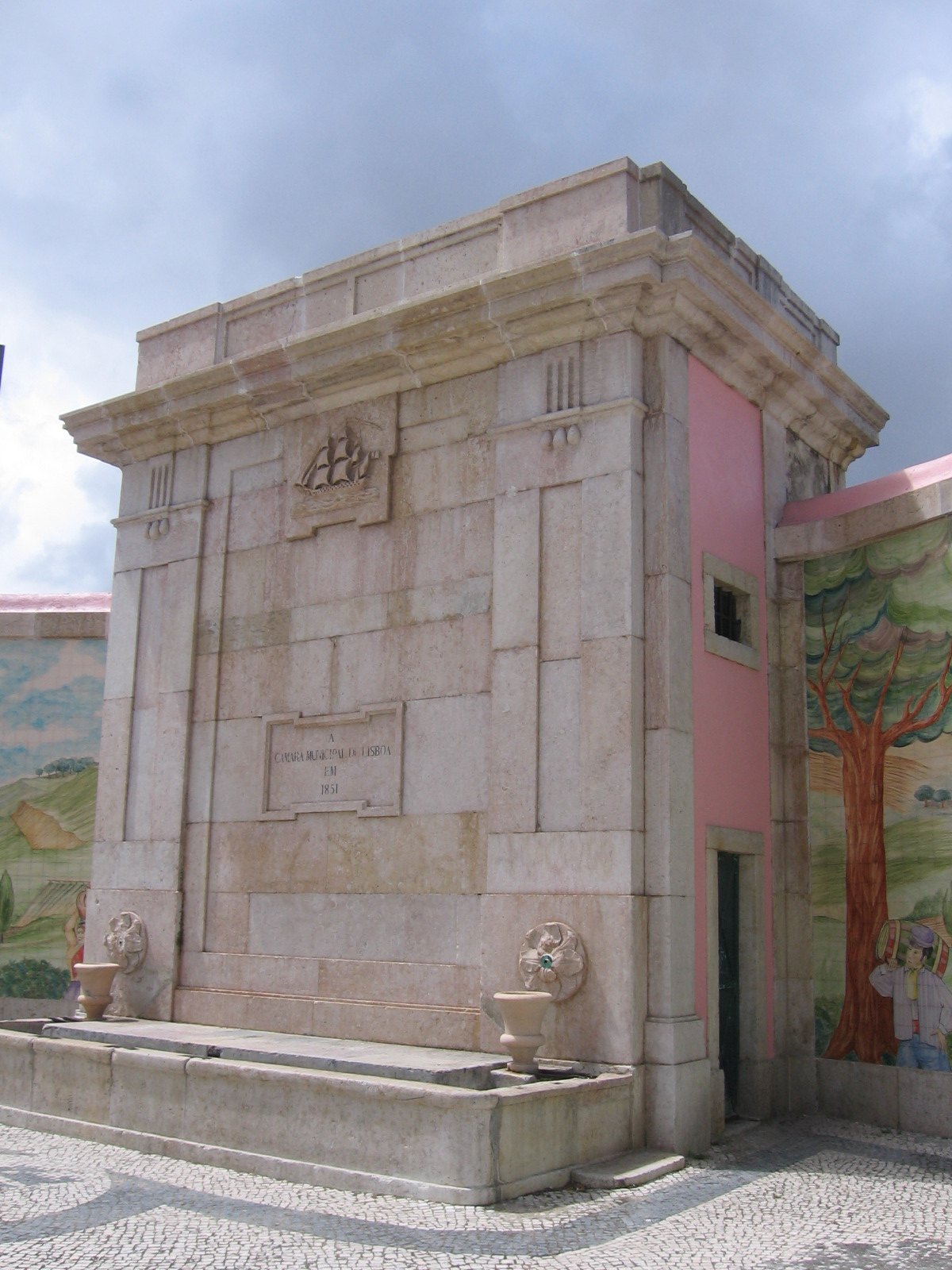
Chafariz de Entrecampos

Der Chafariz de Entrecampos ist eine Brunnenanlage in der Stadtgemeinde Alvalade der portugiesischen Hauptstadt Lissabon.

## Geschichte
Der Brunnenbau wurde am 22. Juli 1850 durch den Stadtrat Augusto Frederico Ferreira vorgeschlagen und  1851 als Teil einer Gesamtanlage an der Stadtmauer errichtet. Die Brunnen waren alle mit dem Aqueduto das Águas Livres verbunden. Gespeist wurde der Brunnen ab der Galeria de Santana durch ein Rohr, das in São Sebastião da Pedreira hervortrat. Im Inneren des Chafariz befindet sich ein Wasserspeicher, der durch eine seitliche Türe zugänglich ist.
Er ist bekrönt mit dem Wappen der Stadt Lissabon und trägt die Inschrift „A Câmara Municipal de Lisboa em 1851“. Ein Paneel aus Azulejos zeigt ein Panorama des Stadtteils Entrecampos.